# Körösgégény
Körösgégény, 1910-ig Gégény (románul Gheghie) község Romániában, Bihar megyében, Nagyváradtól keletre – légvonalban 45, közúton 49 kilométerre –, az 1-es számú főút mentén. 1919-ig és 1941–1944 között Magyarországhoz, Bihar vármegye Élesdi járásához tartozott, 1966-tól Élesdlok, majd Kisősi társközsége.

## Fekvése
Körösgégény a Király-erdő és a Réz-hegység közé ékelődő Báródság vidékén, a Sebes-Körös jobb partján, a Báródi-patak betorkolásánál található.

## Története
A település első írásos említését 1406-ból ismerjük (Gegen). A török hódoltság során a falu elpusztult, majd románokkal telepítették újra. Lélekszáma 1910-ben 201 fő (86,1% román, 10,4% magyar, 3,5% német), 2002-ben 245 főnyi, túlnyomórészt ortodox felekezetű román lakossága volt.

## Látnivalók
A falu déli végén áll gróf Zichy Domokos veszprémi püspök 1860-ban épített kúriája, amelyet 1904-ben gróf Zichy Ödön vadászkastéllyá alakíttatott át historizáló stílusban. 1920 után egy munténiai bojár, bizonyos Mateescu tulajdonába került a kastély. 1952-ben államosították, s 1956-tól fél évszázadon át gümőkóros betegeket kúráló tüdőszanatórium működött a falai között. 2006-ban egészségügyi funkciója megszűnt, az épület magántulajdonba ment át, s jelenleg kertje sem látogatható.
Műemléki védelem alatt áll a település 18. századi fatemploma. 1998-ban felszentelt ortodox temploma a főúton, a kastély közelében áll.